# سی‌اس‌اس کاتاهوچی
سی‌اس‌اس کاتاهوچی (به انگلیسی: CSS Chattahoochee) یک کشتی بود که طول آن ۱۵۰ فوت (۴۶ متر) بود.